# Highland (race bovine)
Pour les articles homonymes, voir Highland.
 (mai 2024).
La Highland (ou Highland cattle, en anglais cattle signifiant « bétail », « bovin ») est une race bovine écossaise originaire de la région des Highlands.
Elle se caractérise par une robe rouge clair à foncé (60 %), ou noire (30 %), ou grise (5 %), ou blanche (5 %), aux poils longs et par une paire de longues cornes dressées en l'air.
Cette race rustique peut pâturer des zones de landes ou marécageuses mieux que toute autre race, elle est parfois utilisée pour entretenir ce type de paysage. La Highland est recommandée pour l'éco-pastoralisme.
Elle fournit par ailleurs une viande persillée de bonne qualité gustative, riche en oméga-3 et pauvre en cholestérol.
Le ministère français de l’Agriculture a publié le 26 juillet 2018, au Journal officiel, les races bovines, ovines, caprines et porcines reconnues en France. La Highland cattle rejoint les 50 races déjà enregistrées.
Lors d'une exposition, on applique parfois de l'huile ou de l'après-shampoing sur la robe de la vache Highland afin d'apporter du volume aux poils, à l'image de leurs veaux, ce qui leur a donné le petit surnom 'fluffy cow' (vache duveteuse).

## Origine

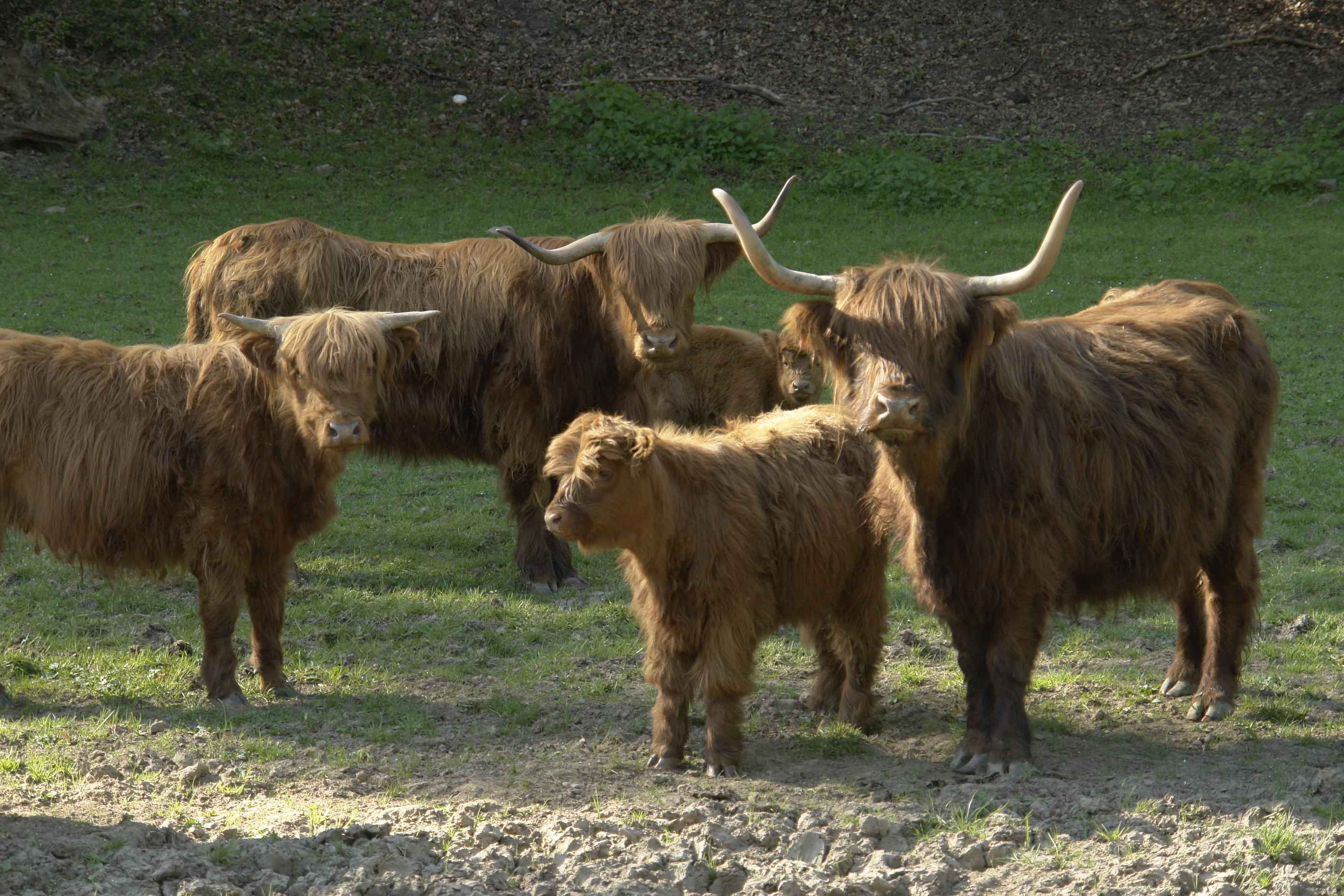
Troupeau de Highlands dans la réserve animale du Domaine des grottes de Han en Belgique.

Elle est originaire du nord de l'Écosse (région des Highlands que l'on peut traduire par « hautes terres »).
Elle aurait une parenté avec les ancestrales races britanniques blanches, comme la chillingham ou la white park.
Au XVIIIe siècle, il existait des vaches rouges nommées Highlander et du bétail noir nommé Kyloes peuplant l'Écosse. À l'origine, il existait deux races distinctes, l'une plus petite, à la robe noire vivant dans les îles de la côte nord-ouest de l'Écosse, l'autre un peu plus grande, à la robe brun rouge vivant dans les Highlands, qui furent ensuite fusionnées.
Son livre généalogique unique date de 1884 au Royaume-Uni, un Herd Book a été ouvert en France en 2008 (French-Highland Cattle Society).
La race a été exportée dès la fin du XIXe siècle aux États-Unis et au Canada où elle contribua à améliorer le bétail sous l'angle de la rusticité. On la retrouve également dans de nombreux pays, notamment en Alaska, en Scandinavie, en France et même en Australie.

## Morphologie

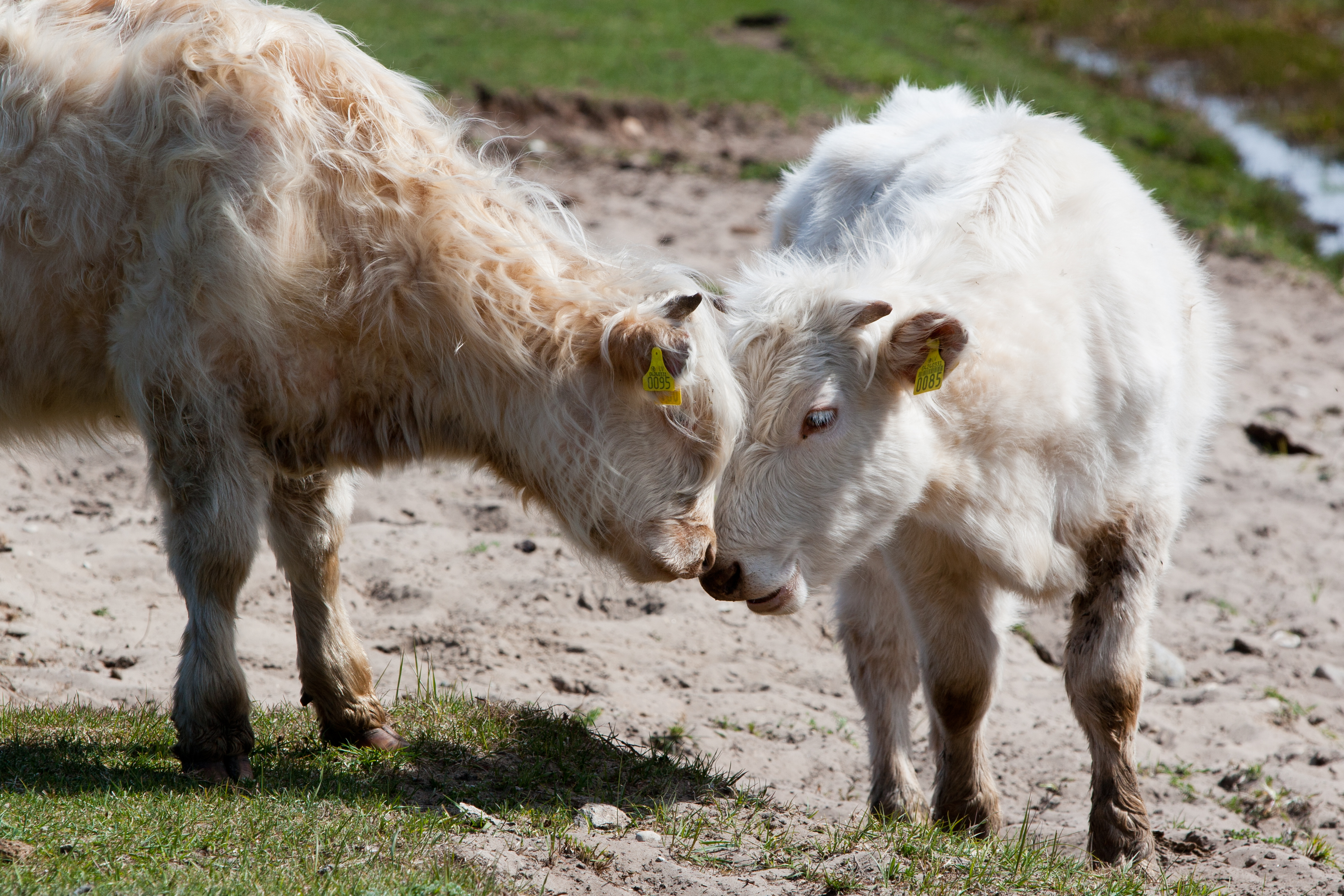
Deux jeunes Highlands auprès du lac d'Engure, en Lettonie. Mai 2011.

### Taureau

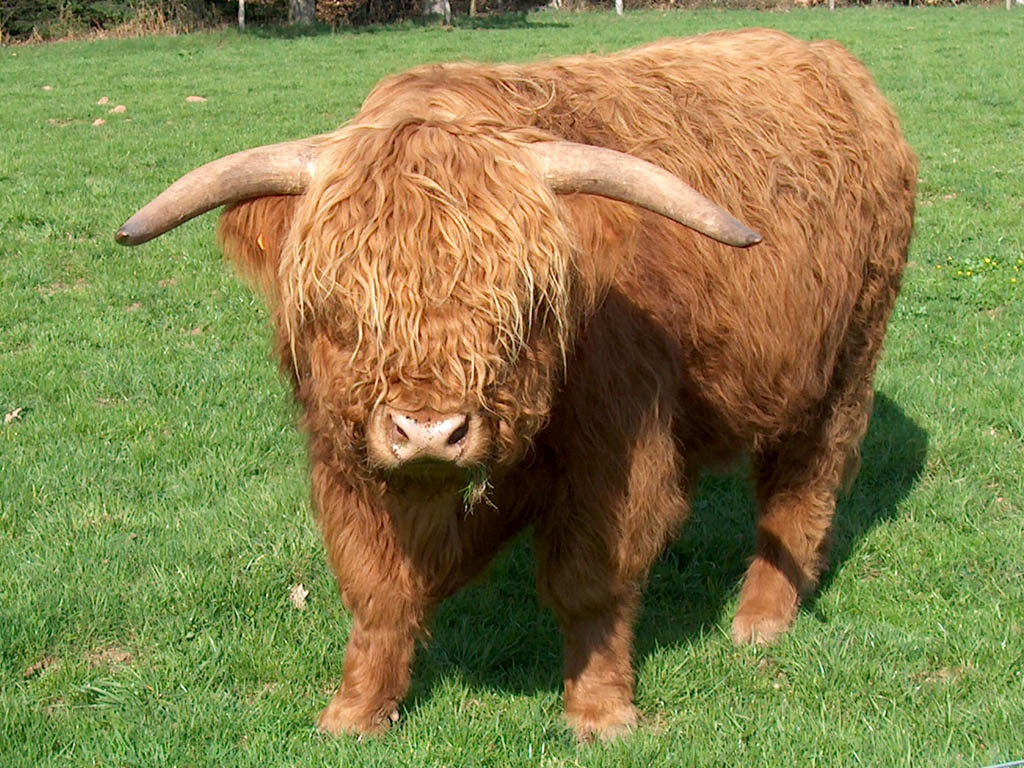
Taureau de race Highland Jaune.

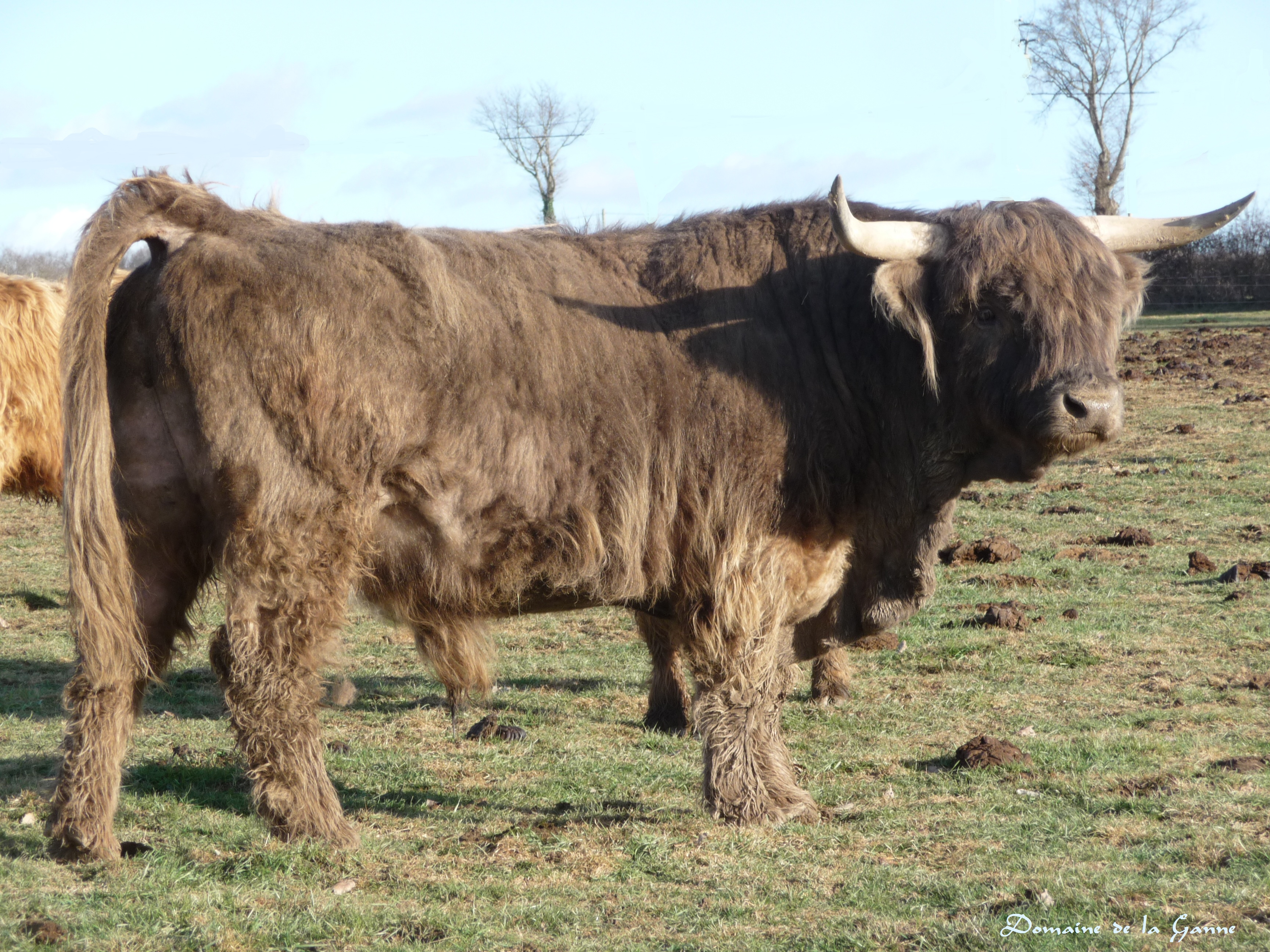
Taureau de race Highland Gris.

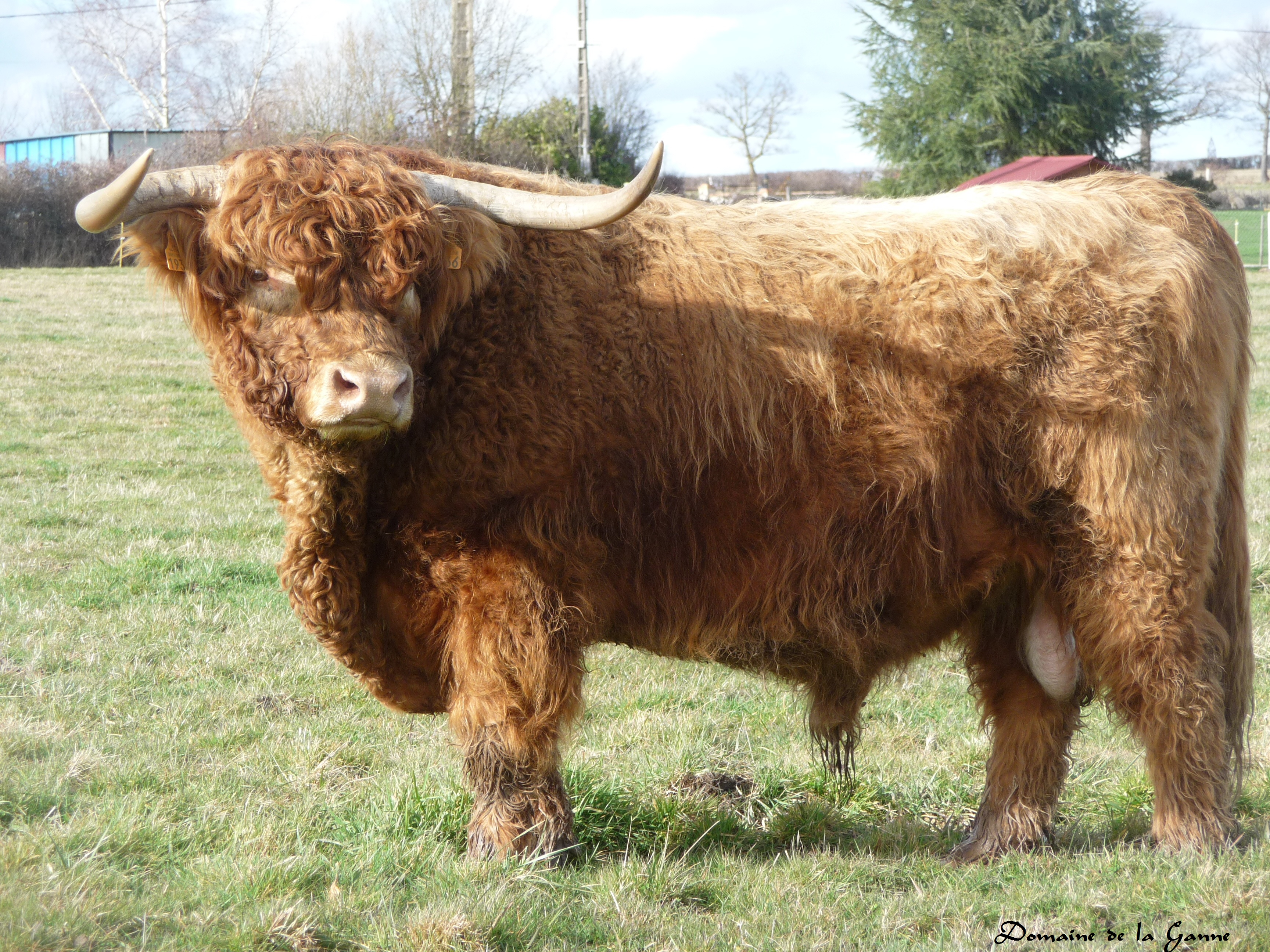
Taureau Highland Cattle Rouge.

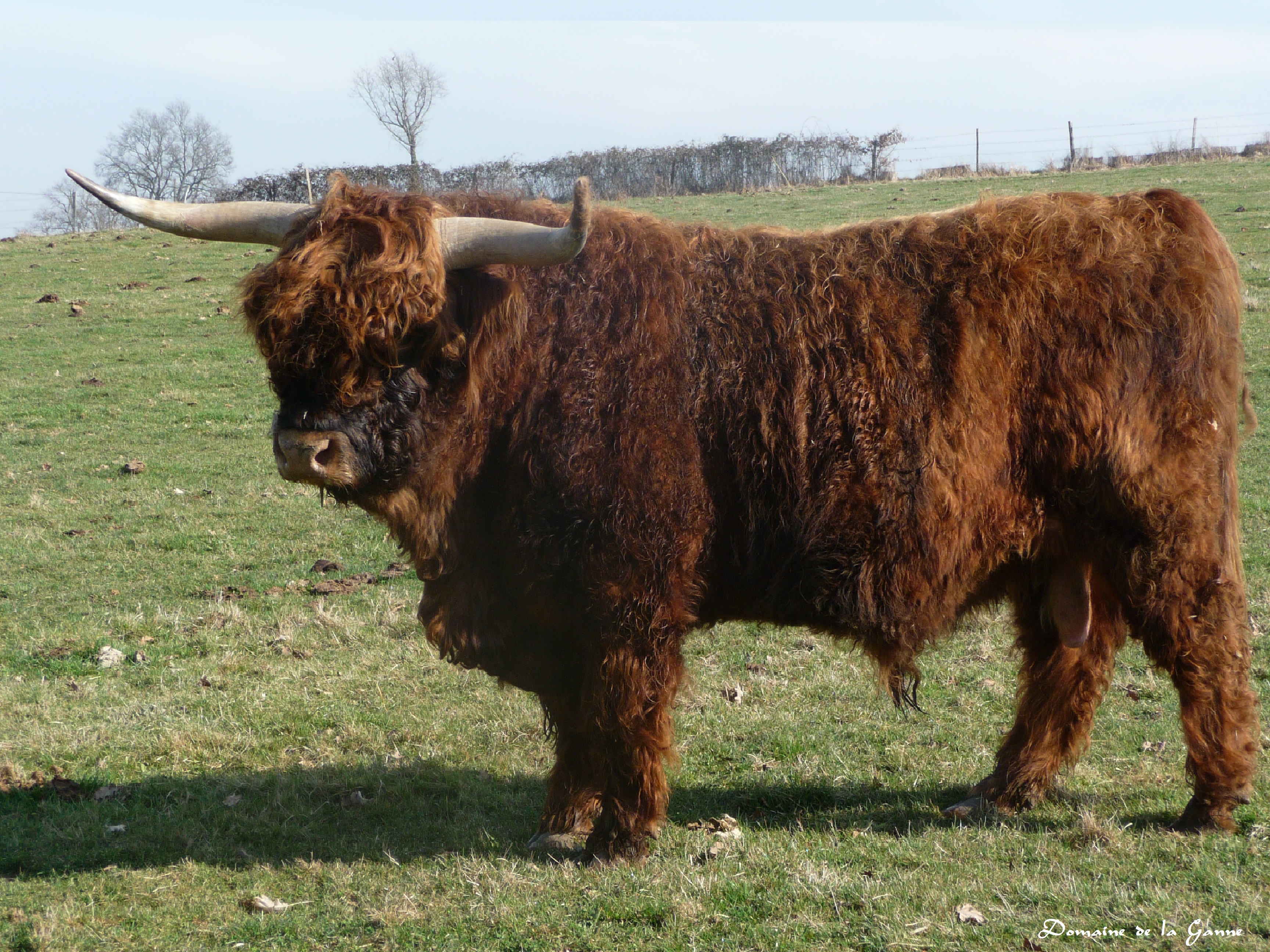
Taureau Highland Cattle Bringé.

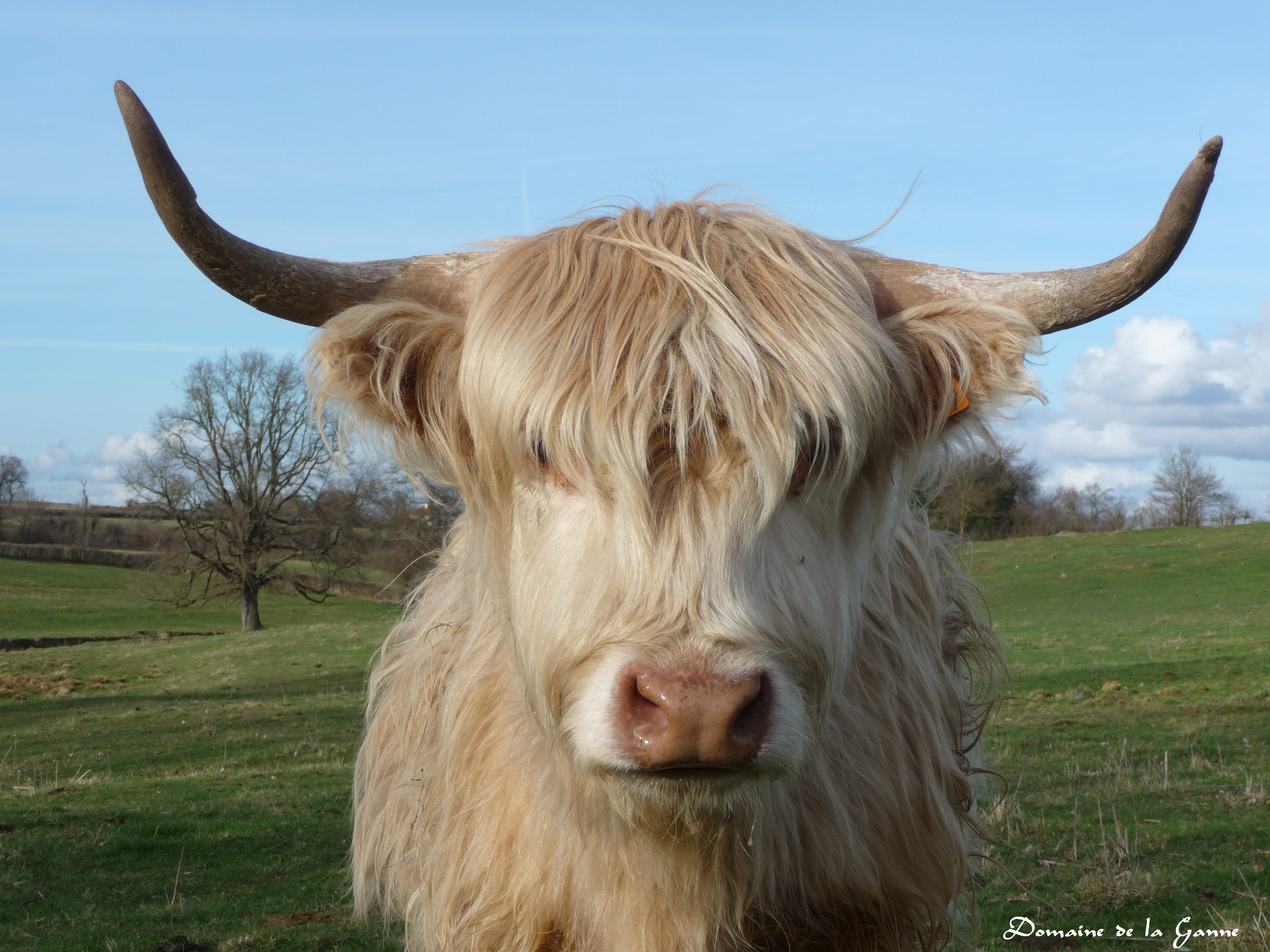
Vache Highland Blanche.

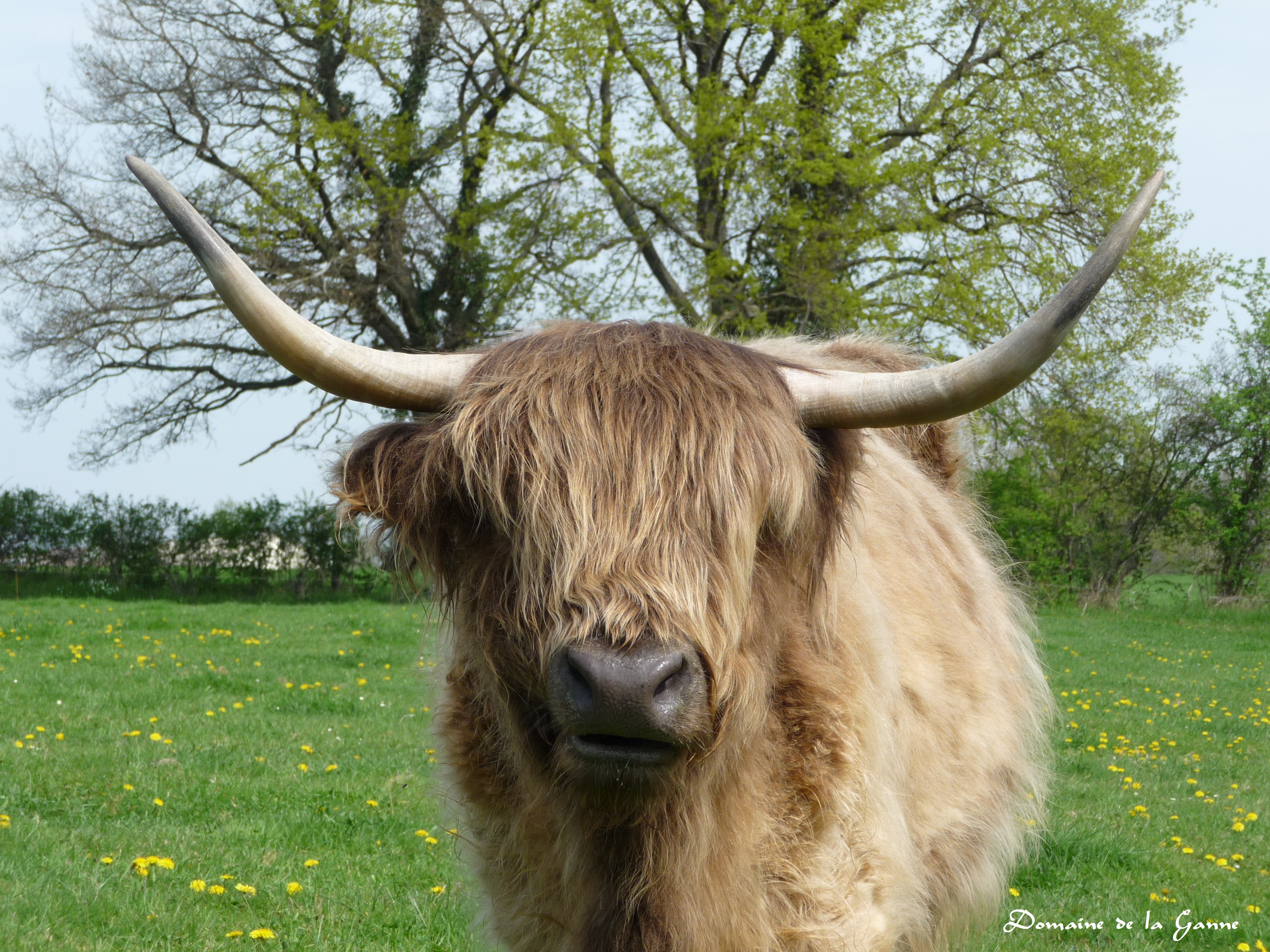
Vache Highland Grise.

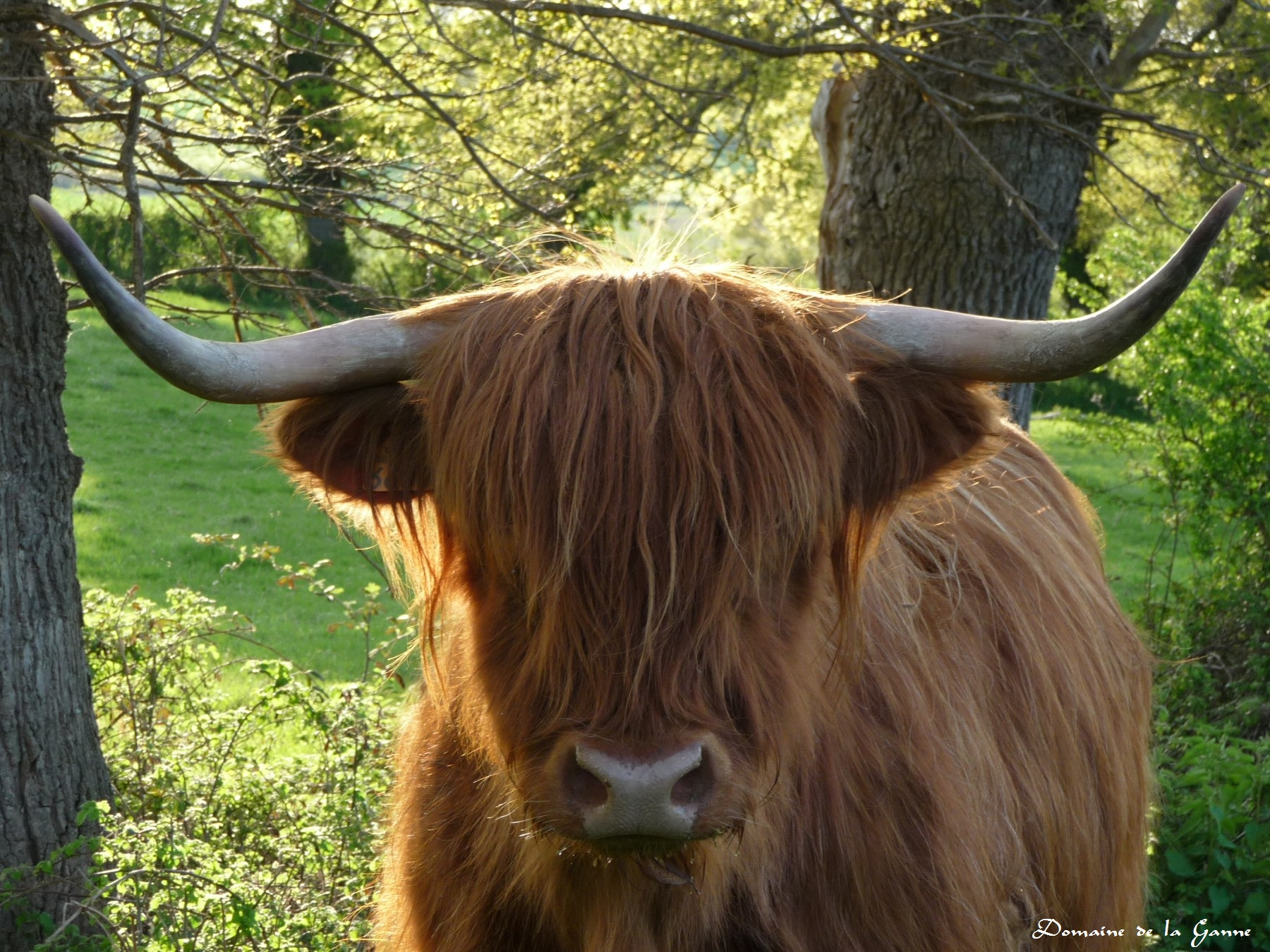
Vache Highland Rouge.

#### La locomotion
Pour un mâle reproducteur, elle est très importante pour le bon développement du troupeau. Il faut savoir qu’un taureau, en période de rut, parcourt trois fois plus de distance dans une journée que l’ensemble des autres membres du troupeau, pour saillir les vaches en chaleur.
On observe l’animal en marche et on s’attarde sur l’amplitude de ses foulées. Il faut une bonne amplitude des postérieurs, l’animal en marche doit au minimum couvrir ses traces, puis à l’arrêt, on va regarder :
- ses aplombs antérieurs et postérieurs, de face et de profil (alignement des membres dans un axe vertical, position des pieds à l’arrêt),
- l’inclinaison des paturons, l’animal est-il sur la pointe des pieds, normal ou assis sur les talons ? L’état général du sabot (trop long ou court) est pris en compte, il ne faut pas conserver en reproduction des animaux ayant des défauts de pieds.

#### La tête
Elle se doit d’être proportionnelle au corps et de former un triangle équilatéral.
Il faut donc regarder la largeur de la tête ; elle doit faire deux empans, le toupet doit être large. En fonction de cette largeur, pour que cela forme un triangle, il ne faut pas que la tête soit trop longue.
Il faut observer ensuite les joues et le museau qui, de face, doivent être larges.
Le mufle ne doit pas être trop étroit (on se réfère à la proportion entre la largeur du mufle et la largeur du front).

#### Les cornes
Le diamètre est important, un mâle présentant un type « féminin » (faible diamètre) sera moins bien noté.
Pas de cornes pointant vers le bas ou vers les yeux, elles ne doivent pas descendre sous l'horizontale.
Il faut observer ensuite s'il se trouve dans les cornes un veinage de rouge : des veines rouges apparentes sont le signe d’un fort apport en protéines, en clair l’animal est forcément complémenté en concentré et ne se contente pas que d’herbe ou de foin.
Si l’on a dans son troupeau un mâle avec des cornes de type « féminin », on privilégiera la reproduction avec des mères ayant des cornes à diamètre important.

#### L’avant main
On regarde :
- l’écartement entre les omoplates ;
- importance de la masse musculaire entre les omoplates ;
- la profondeur de poitrine ;
- les épaules doivent être épaisses et pleines.

#### Le corps
Il faut la rectitude de la ligne de dos (sur le dessus), il ne faut pas de dos ensellé ou bombé.
Le dos doit être large et surtout continu, c’est-à-dire qu’il ne faut pas que vu de dessus, le corps soit plus étroit que la largeur d’épaule (les deux lignes latérales qui délimitent les épaules et le dos doivent être quasiment parallèles).

#### L’arrière main
On regarde :
- la largeur et l’inclinaison du bassin (le bassin ne doit pas être trop incliné) ;
- la longueur de la culotte (de la pointe de la fesse au pli du jarret) ;
- l’arrondi de la culotte : une culotte rectiligne (de bas en haut) traduit un faible volume musculaire ;
- le derrière doit être plutôt rond à voir.

#### Les testicules
Ils doivent être bien descendus, de tailles égales et d’un bon volume.

#### Le poil
Tout dépend de la saison d’observation
Un animal avec peu de poil à la fin du printemps ou en été sera jugé comme un autre sans discrimination.
- Lorsque l’on achète un taureau, il faut toujours choisir le meilleur, mais ce n’est pas parce qu’un taureau a gagné beaucoup de concours qu’il est forcément bon. Mieux vaut un taureau qui a gagné un seul concours où il y avait énormément de sujets dans sa catégorie, qu’un taureau qui en a gagné beaucoup, mais qui était seul dans sa catégorie.
- Quand on achète un jeune, outre son aspect général, le morphotype de ses ancêtres compte pour beaucoup.
- Un jeune taureau dans sa première année de monte peut couvrir au maximum 7 femelles. Un vieux taureau lui peut avoir un troupeau de 50 mères.
- L’ossature générale d’un taureau doit être solide.

### Vache
Les principales caractéristiques d’une femelle pour un élevage sont :
- la docilité ;
- une belle robe ;
- un vêlage régulier ;
- une bonne qualité de lait ;
- une bonne aptitude à la marche.

Là aussi, il faut observer l’aspect et l’état général.
Il faut reprendre les mêmes observations que pour un mâle, mais y ajouter le bassin et les mamelles.

#### Le bassin
Les hanches doivent être larges. L’ouverture pelvienne large favorise les vêlages faciles.
Quand on regarde de derrière, l’inclinaison du bassin ne doit pas être trop importante (ou fermée).

#### La mamelle
Les quatre trayons doivent être identiques. Le pis doit être sain, propre et non pendant.
- Une vache avec un peu de blanc sous le ventre est en général une bonne laitière.
- Peu de lait au premier vêlage n’est pas un critère important, il faut se baser sur les lactations suivantes pour savoir si c’est une bonne laitière.
- Ne pas garder pour son élevage une génisse issue d’une mère ayant des problèmes de lactation.

## Aptitudes

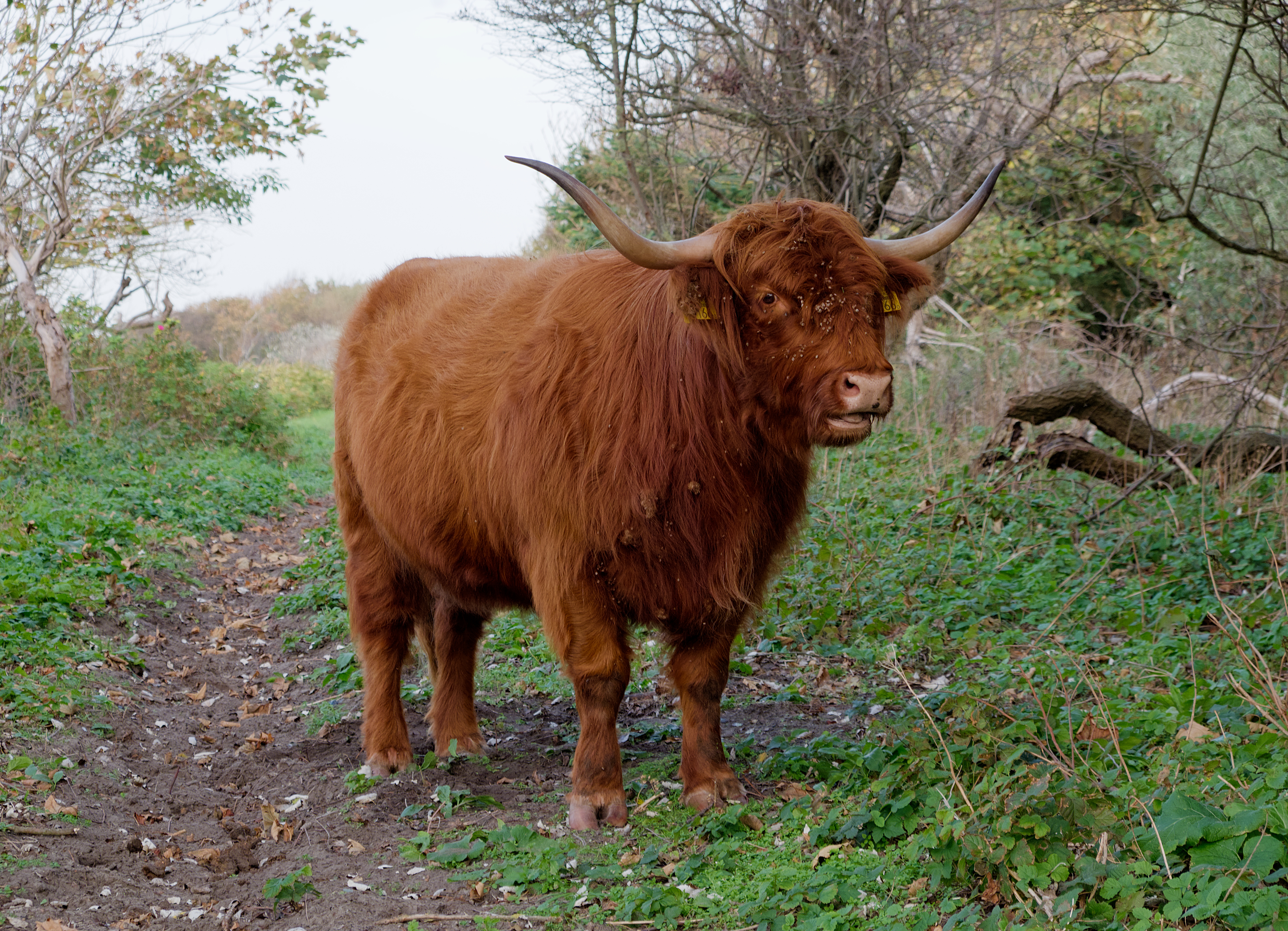
Vache de race Highland à La Haye.

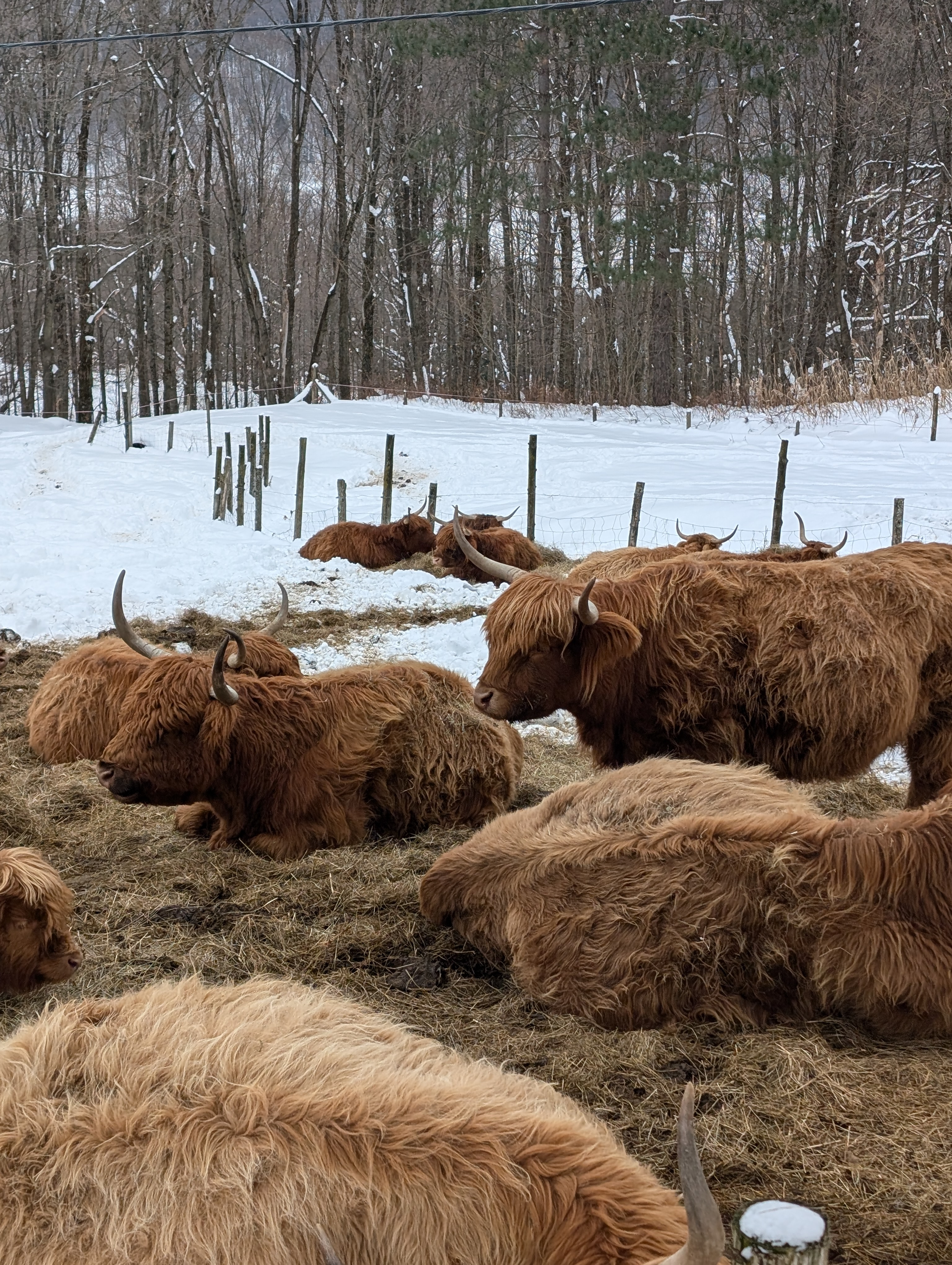
Vaches Highland en hiver au Québec.

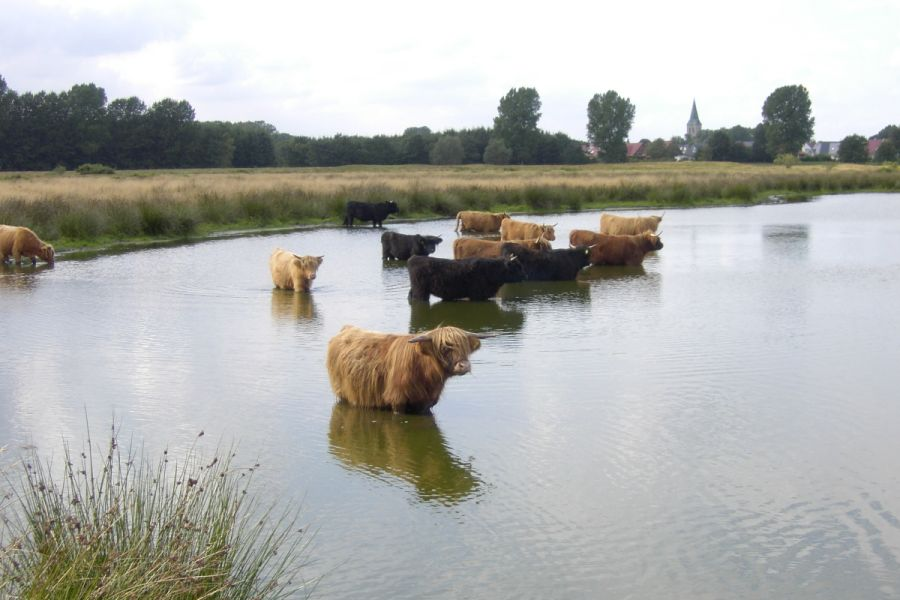
La Highland, comme d'autres races rustiques, sait se protéger des chaleurs en se mettant à l'ombre ou en se baignant.

C'est une race classée aujourd'hui parmi les races bouchères, mais des textes évoquent des fromages confectionnés l'été avec un lait très riche en matière grasse. Sa saveur devait aussi beaucoup aux herbages des "hautes terres". La Highland est très appréciée pour sa viande persillée, dont la saveur est remarquable et qui est riche en protéines avec un très faible taux de cholestérol. Elle amasse du gras sous la peau, moyen de lutte contre le froid, ce qui rend le dégraissage de la viande aisé. Cette race est souvent élevée en croisement avec la shorthorn pour améliorer sa conformation bouchère et sa précocité. 
Autrefois, les animaux étaient élevés l'hiver à l'étable, au foin, puis mis l'été aux pâturages dans les zones de montagne ou les îles. Des textes anciens évoquent la traversée des bras de mer pour y conduire les vaches. Les bêtes destinées à la consommation étaient engraissées avec les résidus des distilleries de whisky.
Cette race très ancienne s'est façonnée dans une région de climat très rude. Elle est très rustique, demandant peu de soins, capable de vivre dans les conditions les plus dures : froid, neige, marais... qui s'adapte aussi aux climats plus chauds. Elle est capable d'exploiter des pâturages pauvres dans des paysages de landes. Elle peut consommer une grande variété de végétaux de type arbustifs, ce qui en fait une excellente débroussailleuse. Elle est la seule vache capable de vivre dans cette région où la seule concurrence vient des moutons.
À ce titre, la CNR (compagnie nationale du Rhône) l'emploie pour entretenir les berges du fleuve. La highland est également utilisée comme "outil écologique" pour maintenir ouverts les fonds de vallée dans les Vosges du Nord, en Alsace-Moselle et à Guipel au nord de Rennes. Elle a une remarquable longévité, les vaches pouvant vêler jusqu'à 20 ans et plus. En Belgique, les associations de protection de la nature Natagora et Natuurpunt, notamment, utilisent ces vaches pour la gestion de leurs réserves naturelles en milieux ouverts, où l'entretien par des vaches highland a fait revenir la cigogne noire, la bécassine des marais et certains papillons très rares.